# Gwithian
Gwithian – wieś w Anglii, w Kornwalii. Leży 16 km na północny wschód od miasta Penzance i 397 km na zachód od Londynu. W 2001 miejscowość liczyła 3032 mieszkańców.